# Quantico (serie televisiva)
Quantico è una serie televisiva statunitense creata da Joshua Safran per il network ABC, che la trasmette dal 27 settembre 2015. In Italia la serie è trasmessa dal 18 novembre 2015 su Fox, canale a pagamento di Sky, mentre in chiaro viene trasmessa a partire dal 4 ottobre 2016 su Paramount Channel. La seconda stagione è disponibile su TimVision prima del passaggio in onda della versione gratuita.

## Trama
Un gruppo eterogeneo di reclute dell'FBI comincia la propria formazione presso la base di Quantico. Sono tutti brillanti e preparati, e sembra impossibile che uno di loro abbia in mente di progettare il più grande attacco terroristico dopo gli attentati dell'11 settembre 2001.

## Episodi
| Stagione         | Episodi | Prima TV USA | Prima TV Italia |
| ---------------- | ------- | ------------ | --------------- |
| Prima stagione   | 22      | 2015-2016    | 2015-2016       |
| Seconda stagione | 22      | 2016-2017    | 2016-2017       |
| Terza stagione   | 13      | 2018         | 2018            |

## Personaggi e interpreti

### Principali
- Alex Parrish (stagioni 1-3), interpretata da Priyanka Chopra, doppiata da Domitilla D'Amico.
- Liam O'Connor (stagione 1), interpretato da Josh Hopkins, doppiato da Fabrizio Russotto.
- Ryan Booth (stagioni 1-3), interpretato da Jake McLaughlin, doppiato da Andrea Mete.
- Miranda Shaw (stagioni 1-2), interpretata da Aunjanue Ellis, doppiata da Laura Lenghi.
- Caleb Haas (stagione 1, ricorrente stagione 2), interpretato da Graham Rogers, doppiato da Jacopo Castagna.
- Nimah e Raina Amin (stagioni 1-2), interpretate da Yasmine Al Massri, doppiate da Angela Brusa.
- Shelby Wyatt (stagioni 1-3), interpretata da Johanna Braddy, doppiata da Gemma Donati.
- Simon Asher (stagioni 1), interpretato da Tate Ellington, doppiato da Emiliano Coltorti.
- Natalie Vasquez (stagioni 1), interpretata da Anabelle Acosta, doppiata da Gaia Bolognesi.
- Harry Doyle (stagioni 2-3), interpretato da Russell Tovey, doppiato da David Chevalier.
- Dayana Mampasi (stagione 2), interpretata da Pearl Thusi.
- Owen Hall (stagioni 2-3), interpretato da Blair Underwood, doppiato da Massimo Bitossi
- Jocelyn Turner (stagione 3), interpretata da Marlee Matlin, doppiata da Laura Boccanera.
- Mike McQuigg (stagione 3), interpretato da Alan Powell, doppiato da Stefano Crescentini.

### Ricorrenti
- Sita Parrish (stagione 1, guest stagione 3), interpretata da Anna Khaja, doppiata da Cinzia De Carolis.
- Agente Jimenez (stagione 1), interpretato da Anthony Ruivivar, doppiato da Andrea Lavagnino.
- Eric Parker (stagione 1), interpretato da Brian J. Smith, doppiato da David Chevalier.
- Michael Parrish (stagione 1), interpretato da Johnathon Schaech, doppiato da Gabriele Tacchi.
- Elias Harper (stagione 1), interpretato da Rick Cosnett, doppiato da Paolo De Santis.
- Clayton Haas (stagione 1), interpretato da Mark Pellegrino, doppiato da Francesco Bulckaen.
- Charlie (stagione 1), interpretato da J. Mallory McCree, doppiato da Federico Viola.
- Duncan Howell (stagione 1), interpretato da David Alpay, doppiato da Riccardo Scarafoni.
- Mia (stagione 1), interpretata da Anna Diop, doppiata da Benedetta Degli Innocenti.
- Brandon Fletcher (stagione 1), interpretato da Jacob Artist.
- Griffin Wells (stagione 1), interpretato da Oded Fehr, doppiato da Fabrizio Pucci.
- Dr Susan Langdon (stagione 1), interpretata da Anne Heche, doppiata da Claudia Razzi.
- Hannah Wyland (stagione 1, guest stagione 2), interpretata da Eliza Coupe, doppiata da Sabrina Duranti.
- Claire Haas (stagioni 1-3), interpretata da Marcia Cross, doppiata da Franca D'Amato.
- Iris Chang (stagione 1, guest stagione 2), interpretata da Li Jun Li, doppiata da Alessia Amendola.
- Will Olsen (stagioni 1-2, guest stagione 3), interpretato da Jay Armstrong Johnson, doppiato da Emanuele Ruzza.
- Drew Perales (stagione 1), interpretato da Lenny Platt, doppiato da Marco Vivio.
- Laura Wyatt (stagione 1), interpretata da Kelly Rutherford, doppiata da Antonella Rinaldi.
- Glenn Wyatt (stagione 1), interpretato da Kevin Kilner, doppiato da Mauro Gravina.
- Matthew Keyes (stagioni 1-2), interpretato da Henry Czerny, doppiato da Fabrizio Pucci.
- León Velez (stagione 2), interpretato da Aarón Díaz.
- Lydia Bates / Lydia Hall (stagione 2), interpretata da Tracy Ifeachor, doppiata da Roberta De Roberto.
- Sebastian Chen (stagione 2), interpretato da David Lim.
- Leigh Davis (stagione 2), interpretata da Heléne Yorke, doppiata da Francesca Manicone.
- Clayton Haas Jr. (stagione 2), interpretato da Hunter Parrish, doppiato da Fabrizio De Flaviis.
- Maxine Griffin (stagione 2), interpretata da Krysta Rodriguez.
- Sasha Barinov (stagione 2), interpretata da Karolina Wydra.
- Felix Cordova (stagione 2), interpretato da Jon Kortajarena.
- Henry Roarke (stagione 2), interpretato da Dennis Boutsikaris.
- Celine Fox (stagione 3), interpretata da Amber Skye Noyes, doppiata da Virginia Brunetti.
- Jagdeep Patel (stagione 3), interpretato da Vandit Bhatt, doppiato da Lorenzo De Angelis.
- Leon Riggs (stagione 3), interpretato da Donald Paul.
- "La Vedova" (stagione 3), interpretata da Jayne Houdyshell.
- Felix Pillay (stagione 3), interpretato da Nathan Darrow.
- Gavin Pillay (stagione 3), interpretato da Jamie Jackson.
- Andrea (stagione 3), interpretato da Andrea Bosca.
- Isabella (stagione 3), interpretata da Emma Gia Signorini.
- Conor Devlin (stagione 3), interpretato da Timothy V. Murphy, doppiato da Alberto Angrisano.

## Produzione

### Sviluppo
Il 17 settembre 2014, è stato annunciato che l'ABC ha acquistato il soggetto per la serie, scritto da Joshua Safran e prodotta da Mark Gordon. Quantico è prodotta dagli ABC Studios e dalla Mark Gordon Company. La ABC ha ordinato l'episodio pilota il 23 gennaio 2015 per la stagione televisiva 2015-2016. L'episodio pilota è stato girato ad Atlanta e diretto da Marc Munden. Il 3 marzo 2016 la serie è stata rinnovata per una seconda stagione la quale è debuttata il 25 settembre 2016. Il 15 maggio 2017, la serie viene rinnovata anche per una terza stagione, composta da 13 episodi. Come parte del processo di rinnovamento, è stato rivelato che Joshua Safran abbandona il suo ruolo di showrunner principale della serie ed è stato rimpiazzato da Michael Seitzman. L'11 maggio 2018, ABC ha cancellato la serie dopo tre stagioni.

### Casting
Il casting è cominciato nel febbraio 2015; Tate Ellington è stato il primo attore a essere ingaggiato, nel ruolo di una recluta dell'FBI. Graham Rogers si è unito al cast come un'altra recluta dell'FBI. Il 25 febbraio è stato annunciato che Aunjanue Ellis ha ottenuto il ruolo principale di Miranda Shaw, il vicedirettore dell'accademia. Successivamente Dougray Scott si è unito al cast nel ruolo dell'agente dell'FBI Liam O'Connor, consigliere dello staff ed ex compagno di Miranda Shaw. Sempre a febbraio 2015 l'attrice indiana Priyanka Chopra ha ottenuto il ruolo della recluta Alex Parrish, protagonista femminile della serie. Il 3 marzo Jake McLaughlin è stato ingaggiato per interpretare Ryan Booth, interesse amoroso di Alex Parrish. Infine Johanna Braddy e Yasmine Al Massri hanno ottenuto ruoli da co-protagoniste.
Dopo la produzione dell'episodio pilota, la ABC ha apportato alcune modifiche al cast. Nel maggio 2015 è stato comunicato che Dougray Scott ha abbandonato la serie e che il suo ruolo sarebbe stato riassegnato. Il 17 luglio Josh Hopkins viene scelto per sostituirlo. Il 20 luglio 2015 viene annunciato che a Rick Cosnett è stato affidato il ruolo ricorrente di Elias Harper, analista apertamente gay che userà le sue capacità per aiutare l'FBI nella soluzione dei casi. L'11 settembre 2015 è stato annunciato che Jacob Artist avrà il ruolo ricorrente di Brandon Fletcher, una matricola dell'FBI.

### Riprese
Le riprese del pilot si sono svolte ad Atlanta, mentre il resto della serie verrà girata a Montréal. La produzione dei primi 13 episodi è cominciata il 20 luglio 2015 e si è conclusa il 17 dicembre 2015.
Alcune scene della terza stagione sono state girate in Italia e in Irlanda.